# Paulo Samuel
Paulo Samuel é um filósofo portuense.
Faz parte do grupo Filosofia Portuguesa e do do projecto António Telmo. Vida e Obra.

## Obra
- A Renascença Portuguesa: um perfil documental. Fundação Eng. António de Almeida, 1990
- As linhas míticas do pensamento português: colóquio / Elísio Gala, Paulo Samuel, Fundação Lusíada, 1995
- De relâmpago por Arganil : uma visita de Pascoaes à Quinta do Mosteiro. 2001
- Teixeira de Pascoaes na revista A Águia / Paulo Samuel. Porto : Caixotim, 2004. - ISBN 972-8651-44-9
- Viajar com...Teixeira de Pascoaes - Vila Real : Delegação Regional da Cultura do Norte ; Porto : Caixotim, D.L. 2004. - ISBN 972-8651-42-2
- O rouxinol da saudade : inédito / Leonardo Coimbra ; introd., ed. crítica, leitura e notas Paulo Samuel. - Amarante : Grupo dos Amigos da Biblioteca Museu Municipal, 2012. - ISBN 978-989-98165-0-3
- Educação e Nacionalismo na «Renascença Portuguesa», 2012[3]
- Orpheu : 100 anos : (uma procura estética de permutas). - Feira : LAF - Liga dos Amigos da Feira, 2015.
- Orpheu e o modernismo português : memória das exposições : apresentação, linhas gerais sobre a estrutura das exposições, catálogo de ilustrações, programa do colóquio e sinopse dos conferencistas, antologia mínima pessoana sobre Orpheu / ed. Fundação Eng. António de Almeida ; textos Fernando Aquiar-Branco, Paulo Samuel. - Porto : Fundação Eng. António de Almeida, 2015.
- Sampaio (Bruno) : do idealismo republicano à crítica literária. - Porto : Fundação Eng. António de Almeida, 2015.. - ISBN 978-972-8012-35-9
- Nova Renascença: revista trimestral de cultura : perfil e identidade de uma revista: Fundação Eng. António de Almeida, 2015
- Orpheu e o Modernismo Português : livro do colóquio / coord. Paulo Samuel. - Porto : Fundação Eng. António de Almeida, 2016. - ISBN 978-972-8012-42-7
- Ferreira de Castro : 100 anos de vida literária : catálogo da exposição / org., textos, notas Paulo Samuel. - Lisboa : Fundação Eng. António de Almeida, 2016. - ISBN 978-972-8012-41-0
- Ferreira de Castro, 100 anos de vida literária : homenagem, ciclo de conferências / coord. Paulo Samuel. - Porto : Fundação Eng. António de Almeida, 2017. - ISBN 978-989-8689-06-1
- Rodrigues de Freitas visto pelos seus contemporâneos[4].